# Énergie au Zimbabwe
Le secteur de l'énergie au Zimbabwe est un secteur problématique pour le pays. Les principaux problèmes sont que l'utilisation de bois de chauffage entraîne une déforestation, et la capacité de production de l'électricité est trop faible par rapport au niveau de consommation. Environ 60 % de la population n'a pas accès à l'électricité, un chiffre qui monte à 80 % en zone rurale.

## Bois de chauffage
Le bois de chauffage est le carburant le plus utilisé au Zimbabwe. On estimait qu'il représentait 50% de la consommation énergétique totale en 2001. Ceci a entraîné de la déforestation dans certaines parties du pays, ainsi que d'autres problèmes reliés à la déforestation comme de l'érosion et une diminution de la vie sauvage.

## Énergie animale
Le travail énergétique fourni par les animaux est une source d'énergie très utile au Zimbabwe. On estime que les animaux contribuent à injecter l'équivalent de 6,8 millions de litres de diesel dans le secteur agricole.

## Charbon
Le Zimbabwe a des réserves connues d'environ 30 milliards de tonnes de charbon. Ceci représente plus de 100 ans de production au rythme de 2001.

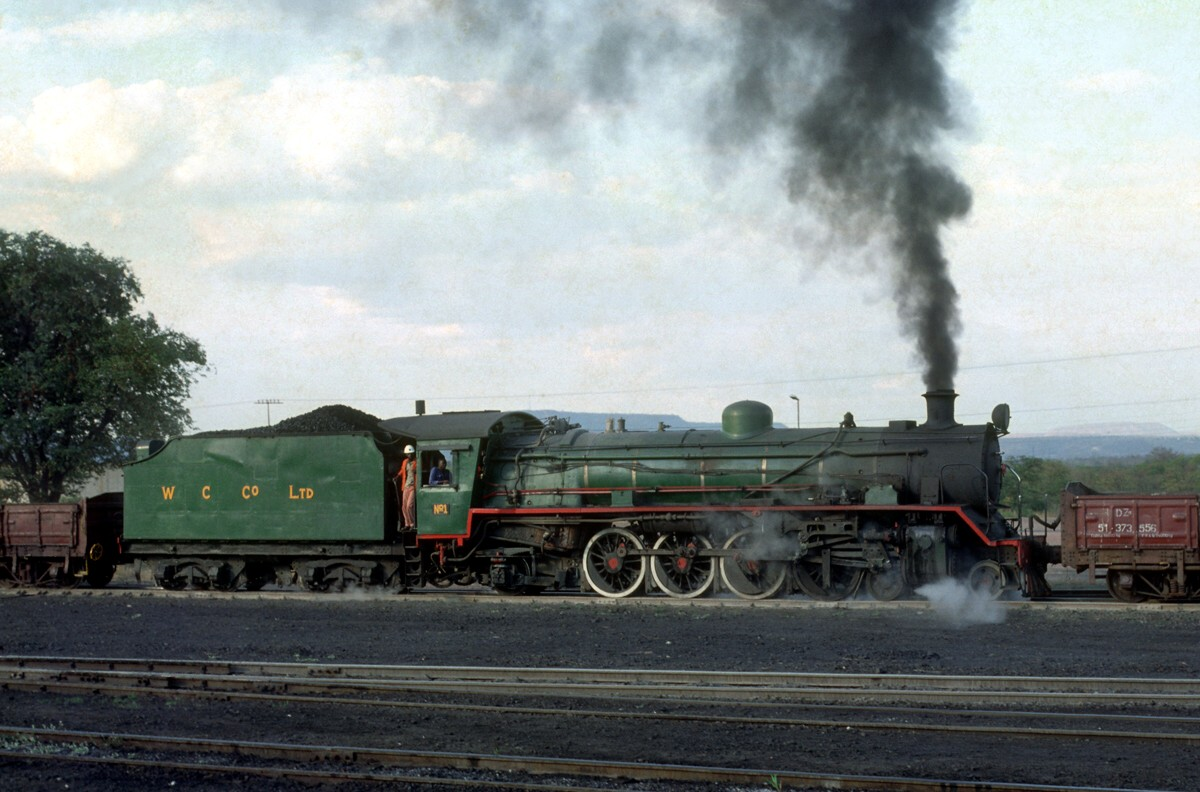
Un train à Hwange transportant du charbon sur les rails de la compagnie minière, Hwange Colliery.

La centrale électrique la plus grande du pays est la centrale thermique de Hwange ; elle a une capacité de 920 MW, bien que des problèmes importants n'ont pas permis à la centrale de fonctionner à plein régime ces dix dernières années. Un prêt de la Chine a été accordé au pays en vue d'ajouter 600 MW de capacité à la centrale.
En septembre 2013, une entreprise soutenue par la Chine, la China Africa Sunlight Energy, annonça commencer la construction début 2014 d'une centrale électrique à charbon de 600 MW à Gwayi, dans l'ouest du Zimbabwe, dans le cadre d'un investissement de 2 milliards de dollars dans des projets énergétiques dans le pays.
Les centrales à charbon du pays ont besoin de rénovations. L'Inde a accordé au pays un prêt de 333 millions de dollars dans la rénovation des centrales à charbon, et notamment celle de Hwange.

## Pétrole et gaz naturel
Le Zimbabwe n'a aucune réserve de pétrole ou de gaz naturel et est totalement dépendante d'importations pour cette source d'énergie. Un pipeline allant du port de Beira, au Mozambique, à Mutare fournit la majorité du pétrole raffiné et du diesel utilisé par le pays ; le reste vient de l'Afrique du Sud. Un projet ambitieux visant à produire 20% des besoins en carburant liquide du pays, sous forme d'éthanol fabriqué à partir de jonc, a démarré à Chipinge, au Manicaland.

## Électricité
L'électricité est produite par le barrage de Kariba (750 MW), la centrale thermique de Hwange (920 MW), et trois centrales charbon de capacité moindre. Toutes les centrales à charbon ont cruellement besoin d'être rénovées, car la maintenance n'a pas été assurée et elles s'arrêtent souvent de produire de l'électricité, voire n'en produisent plus. Ceci mène à des délestages qui sont fréquents et durent longtemps. La Zimbabwe Electricity Supply Authority (ZESA) est l'entreprise (publique) qui est chargée de la production et de la distribution d'électricité. Les importations d'énergie des pays voisins ne suffisent pas à résoudre le problème des capacités de production trop faibles, et le manque d'électricité limite la croissance économique du pays. La consommation d'électricité a même baissé ces dix dernières années, à cause des problèmes de production. Des petits générateurs sont utilisés partout dans le pays pour faire face à cette situation.

### Hydroélectricité

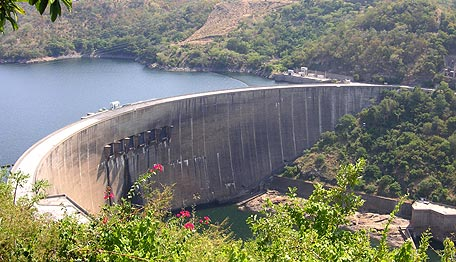
Le barrage de Kariba, sur la frontière entre le Zimbabwe et la Zambie.

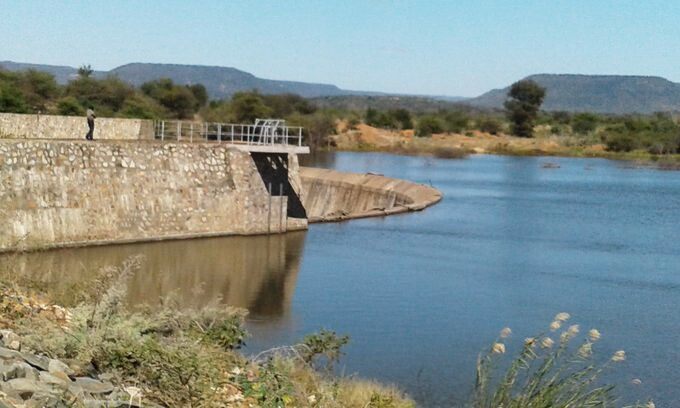
Le barrage sur la Mutange, qui produit un peu d'électricité, utilisée en grande partie pour les systèmes d'irrigation.

Selon l'International Hydropower Association (IHA), la puissance installée des centrales hydroélectriques du Zimbabwe s'élevait à 1 081 MW fin 2021, soit 2,8 % du total africain, au 12e rang en Afrique, loin derrière l'Éthiopie (4 074 MW).
Le barrage de Kariba (750 MW, porté à 1 050 MW en 2018) a été construit de 1955 à 1959 dans les gorges de Kariba du Zambèze, sur la frontière avec la Zambie. Chacun des deux pays a sa propre centrale hydroélectrique sur la rive nord et au sud du barrage. La centrale sud appartenant au Zimbabwe, mise en service en 1960, dispose de six générateurs d'une capacité unitaire de 125 MW. Les travaux d'extension de la centrale, confiés à Sinohydro et entamés en novembre 2014, ajoutent 300 MW, portant la puissance de la centrale à 1 050 MW en 2018. En novembre 2022, l'Autorité du fleuve Zambèze annonce l'arrêt de la centrale du fait des niveaux d’eau désormais trop bas.
Il reste beaucoup de potentiel hydroélectrique à exploiter dans le pays, en particulier le long du Zambèze. Quelques barrages, plus petits, servent essentiellement à l'irrigation, même si certains (comme le barrage sur la rivière Mutange à Chisina) produisent également un peu d'électricité. L'hydroélectricité produit 45% de l'électricité au Zimbabwe.
Le Zimbabwe a pour projet de développer avec la Zambie voisine le barrage de Bakota Gorge, d'une capacité de 2 400 MW.

### Énergie solaire, éolienne, biogaz
L'énergie solaire a un potentiel de développement énorme, que ce soit à petite (chauffe-eaux solaires) ou grande (centrales solaires) échelle. Cependant, l'état actuel de l'économie du pays rend peu réaliste un déploiement suffisamment rapide du solaire, à moins que les pays développés y injectent de l'argent et effectuent des transferts de technologie.
Les champs d'éoliennes et le biogaz seraient d'autres possibilités pour développer une infrastructure d'énergie renouvelable qui pourrait répondre aux objectifs de développement durable de 2015. Le Zimbabwe a pour objectif d'avoir une capacité de 1 000 MW d'énergie renouvelable en 2025.